# Johan-Friso-Schleuse
Die Johan-Friso-Schleuse (niederländisch Johan Frisosluis, westfriesisch Johan Frisoslûs, benannt nach Johan Friso von Oranien-Nassau) befindet sich in Stavoren (Gemeinde Súdwest-Fryslân) in der niederländischen Provinz Friesland und ist ein Verbund aus zwei Schleusen. Sie verbindet den Prinses-Margriet-Kanal und den Johan-Friso-Kanal mit dem IJsselmeer. Sie ist der Nachfolger der alten Schleuse Stavorens, der Zeesluis, nachdem bei jener der Betrieb eingestellt wurde. Der Bau der Johan-Friso-Schleuse begann im Jahr 1966.

## Nutzung
Die Schleusenanlage wird fast ausschließlich von der Sport- und Freizeitschifffahrt genutzt. Sie besteht aus zwei Schleusenkammern von unterschiedlicher Größe, wobei die südliche Schleusenkammer für den Verkehr auf das Ijsselmeer und die nördliche für den ins Inland genutzt wird. Als Schiffer eines Sportbootes ist man, wenn man auf das Meer fahren möchte, dazu verpflichtet, am linken Ufer im dafür vorgesehenen Wartebereich fest zu machen und auf die Öffnung der Schleuse zu warten. Ausnahmen werden durch weiße Pfeile vor den beiden Schleusentoren gekennzeichnet, dann muss in die Schleusenkammer, auf die der Pfeil zeigt, eingefahren werden.

## Schifffahrtstechnische Daten
Die nördliche Schleusenkammer hat eine Länge von 60 Metern, eine Breite von neun und eine Tiefe von 3,10 Metern. Außerdem führt eine Klappbrücke über das Schleusentor zum Landesinneren, welche die maximale Durchfahrtshöhe im ungeöffneten Zustand der Brücke auf 1,75 Meter beschränkt. Die südliche, neuere Kammer ist größer als die ältere. Sie besitzt eine Länge von 65, eine Durchfahrtsbreite von sieben und eine Tiefe von mindestens 2,60 Metern. Über sie führt ebenfalls eine 1,75 Meter hohe Klappbrücke.

## Design

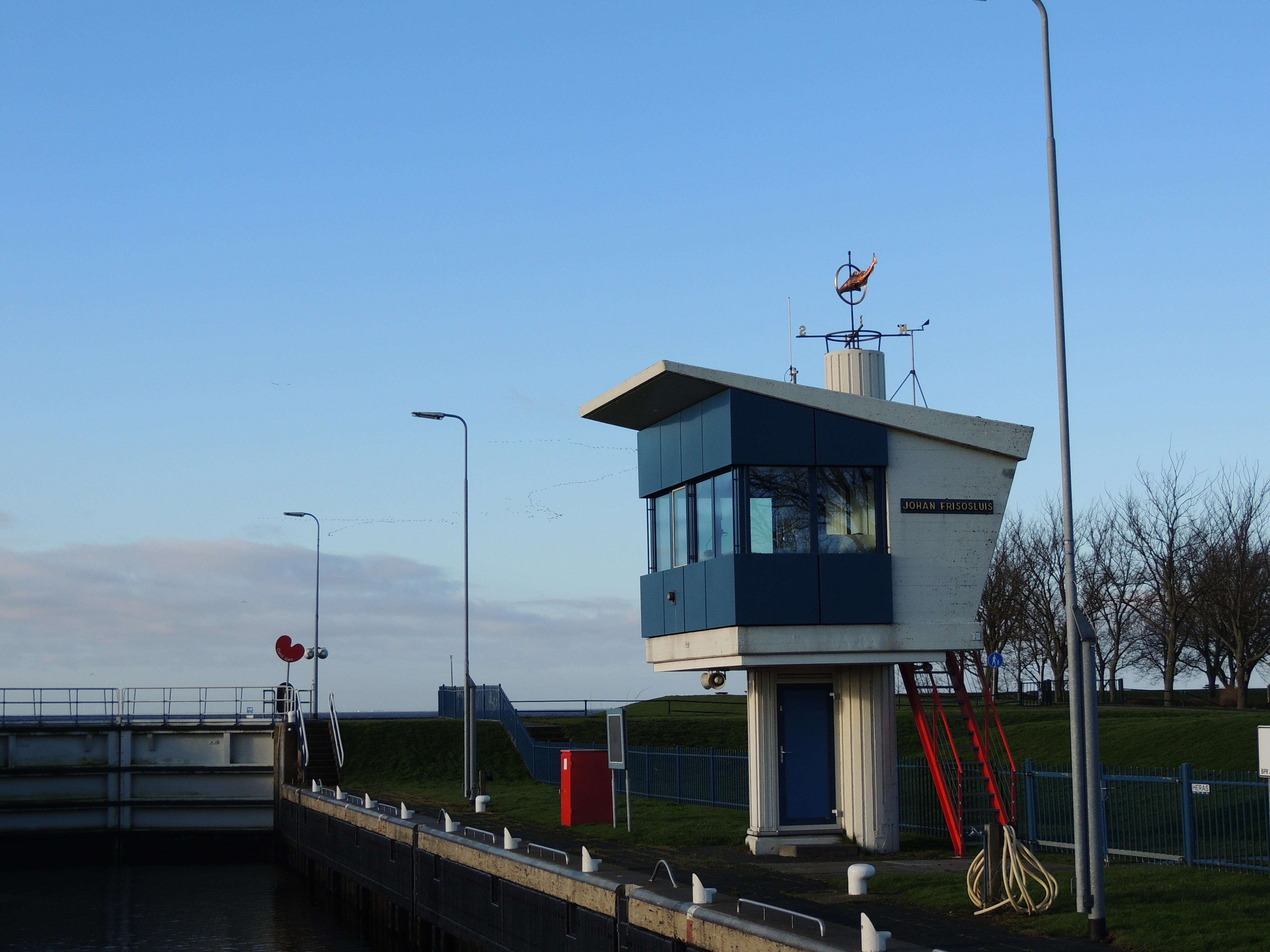
Alter Schleusenwärterturm, 2014 abgerissen

Während die alte Schleuse von 1966 künstlich angelegt wurde, also rein aus Beton, ist die neuere ein Pilotprojekt Stavorens und wird als die grüne Schleuse bezeichnet. Sie ist vollständig natürlich umgesetzt und im Grundbau wurden keine künstlichen Materialien eingebracht, das bedeutet, es handelt sich um eine reine Ausgrabung und außer an nötigen Stellen wie den Schleusentoren kamen keine Hilfsmittel wie Beton o. ä. zur Verwendung. Die Schleusenkammer hat keine festen Wände, die Boote machen vielmehr an einem Schwimmsteg aus Stahl fest, der sich mit dem Pegelstand der Schleuse bewegt. Von dort aus kann man, ebenso wie vom Festland, zum eigens neu eingerichteten Informationszentrum der Schleuse gelangen. Weiterhin wurden Naturelemente wie beispielsweise einige Teichbepflanzungen (Gräser, Seerose etc.) eingefügt.

## Bedienung
Der alte Turm, von dem die Schleuse bis 2014 bedient wurde, wurde durch einen neuen, auf der südlichen Seite gelegenen Steuerungsturm ersetzt. Von dort aus werden auch die Klappbrücken über den Schleusenkammern sowie die Klappbrücke über den Johan-Friso-Kanal in Warns in etwa 2 km Entfernung ferngesteuert. Im neuen Turm findet sich zudem eine vollständige Kameraüberwachung des gesamten Schleusengeländes, eine Durchsageanlage sowie eine Lichtschranke vor beiden Brücken, die dem Brückenwärter signalisieren, dass eine womöglich knappe Differenz zwischen der Durchfahrtshöhe der Brücke und des Schiffes besteht und dieser die Brücke öffnen sollte. Diese Einrichtung wurde angebracht, da der zweistöckige Turm eine Höhe von knapp acht Metern besitzt und es von dort aus meist nicht möglich ist, zu erkennen, ob die Öffnung der Brücke tatsächlich nötig ist. Wie bei den Hebebrücken der Provinz Friesland, gilt die Regelung des Rijkswaterstaat, dass erst bei mehreren Fahrzeugen eine Durchfahrt ermöglicht wird. Längere Wartezeiten von bis zu zwei Stunden kommen allerdings nur in der Hochsaison zustande, wenn trotz der großen Kapazität eine Überlastung vorliegt.